# Primeira Liga 2007-08
La Primeira Liga 2007/08 comenzó el 18 de agosto de 2007 y terminó el 11 de mayo de 2008. Porto ganó su 23° título, tercero consecutivo.

## Clasificación
| Pos. | Equipo               | PJ | PG | PE | PP | GF | GC | DG  | PTS. |
| ---- | -------------------- | -- | -- | -- | -- | -- | -- | --- | ---- |
| 1.   | Porto                | 30 | 24 | 3  | 3  | 60 | 13 | +47 | 69   |
| 2.   | Sporting de Portugal | 30 | 16 | 7  | 7  | 46 | 28 | +18 | 55   |
| 3.   | Vitória de Guimarães | 30 | 15 | 8  | 7  | 35 | 31 | +4  | 53   |
| 4.   | Benfica              | 30 | 13 | 13 | 4  | 45 | 21 | +24 | 52   |
| 5.   | Marítimo             | 30 | 14 | 4  | 12 | 38 | 26 | +12 | 46   |
| 6.   | Vitória Setúbal      | 30 | 11 | 12 | 7  | 37 | 33 | +4  | 45   |
| 7.   | Sporting Braga       | 30 | 10 | 11 | 9  | 32 | 34 | -2  | 41   |
| 8.   | Belenenses           | 30 | 11 | 10 | 9  | 37 | 33 | +4  | 40   |
| 9.   | Boavista             | 30 | 8  | 12 | 10 | 32 | 41 | -9  | 36   |
| 10.  | Nacional             | 30 | 9  | 8  | 13 | 23 | 28 | -5  | 35   |
| 11.  | Naval 1º Maio        | 30 | 9  | 7  | 14 | 26 | 47 | -21 | 34   |
| 12.  | Académica de Coimbra | 30 | 6  | 14 | 10 | 31 | 38 | -7  | 32   |
| 13.  | Estrela Amadora      | 30 | 6  | 13 | 11 | 29 | 41 | -12 | 31   |
| 14.  | Leixões              | 30 | 4  | 14 | 12 | 27 | 37 | -10 | 26   |
| 15.  | Paços de Ferreira    | 30 | 6  | 7  | 17 | 31 | 49 | -18 | 25   |
| 16.  | Leiria               | 30 | 3  | 7  | 20 | 25 | 53 | -28 | 16   |

|  | Clasificación directa a la Liga de Campeones de la UEFA |
|  | Tercera ronda previa de la Liga de Campeones de la UEFA |
|  | Primera ronda de la Copa de la UEFA                     |
|  | Tercera ronda de la Copa Intertoto                      |
|  | Descenso a la Liga de Honra                             |

## Resultados
- Liga de Campeones: Porto, Sporting Portugal
- Calificación a la Liga de Campeones: Vitória de Guimarães
- Copa de la UEFA: Marítimo Madeira, Benfica, Vitória Setúbal
- Copa Intertoto: Sporting Braga
- Descensos: Boavista, Leiria
- Ascensos: Trofense, Rio Ave

## Campeón
|                                |
| Campeón F. C. Porto 23° título |

## Máximos goleadores
| Jugador                  | Equipo            | Goles |
| ------------------------ | ----------------- | ----- |
| Lisandro López           | Porto             | 24    |
| Óscar Cardozo            | Benfica           | 13    |
| Weldon Santos de Andrade | Belenenses        | 12    |
| Roland Linz              | Sporting Braga    | 11    |
| Liédson da Silva Muniz   | Sporting Portugal | 11    |
| Wesley Lopes da Silva    | Paços de Ferreira | 11    |

## Futbolista del año
| Jugador        | Equipo | Estadísticas de la liga | Estadísticas de la liga | Estadísticas de la liga |
| Jugador        | Equipo | Partidos                | Goles                   |                         |
| -------------- | ------ | ----------------------- | ----------------------- | ----------------------- |
| Lisandro López | Porto  | 27                      | 24                      |                         |